# Лагуна Гарсон (мост)
Мостът Лагуна Гарсон е част от национален път Рута 10 в Уругвай и свързва департаментите Роча и Малдонадо. Необичайна е формата на моста: правилен кръг, получен от два полукръга за двете посоки на движение, като всяка половина се поддържа от кръгли бетонни стълбове. Мостът е проектиран от архитект Рафаел Виноли.

## Описание
Основната част е с радиус от 51,5 м и се издига на 4 м над нивото на водата. Мостът не се използва за кръгово движение. От двете страни на всяко от двете платна са изградени пътеки за пешеходци. Пътеките за пешеходци по външната страна са осветени през нощта. На четири места в началото на кръговата част са изградени пешеходни пътеки и изкуствени неравности (легнали полицаи) за допълнително ограничаване на скоростта на превозните средства.
- Снимки на моста Лагуна Гарсон